# Thantlang
Thantlang o Htantlang (birmano: ထန်တလန်မြို့ [tʰàɰ̃təlàɰ̃ mjo̰]) es una localidad del Estado Chin, en el oeste de Birmania. Dentro del estado, Thantlang es la capital del municipio homónimo en el distrito de Hakha.
En 2014 tenía una población de 7587 habitantes, en torno a la sexta parte de la población municipal.
El nombre de la localidad deriva de la expresión "Thlan Tlang", que viene a significar "colina del cementerio", ya que en su parte occidental albergaba varios cementerios antiguos. La economía local se basa en la agricultura, destacando los arrozales en las zonas fluviales y, en menor medida, el cultivo de repollo, mostaza, ajo y cebolla.
Se ubica unos 15 km al oeste de Hakha, sobre la carretera que lleva a Aizawl.